# 坂井遼太郎
坂井 遼太郎（さかい りょうたろう、1985年5月4日 - ）は、日本プロ野球元審判員、起業家、YouTuber。2011年のNPB審判部統合まではセントラル・リーグ関西審判部に所属。審判員袖番号は2016年から退職まで「12」（2012年 - 2015年は52。それ以前は12）

## 来歴・人物
金光大阪高等学校卒業後、2005年にアメリカのジム・エバンス審判学校に入学（ヒッチハイクで渡米）。その後2007年にセ・リーグ審判員となる。
2009年にウエスタン・リーグ優秀審判員を受賞。
2010年8月13日の阪神対ヤクルト15回戦にて一軍公式戦に初出場。
2012年には審判員としての能力が評価され、2度目のウエスタン・リーグ優秀審判員を受賞した。
2017年オールスターゲーム初出場を果たす。
2018年に裸眼視力低下により審判活動に著しい支障が生じるとして、本人の申し出により2018年シーズン限りで退職した。本人談によると、2014年シーズンのキャンプ頃から裸眼視力が著しく低下しており、試合を裁く上で極めて不備が生じることから、自ら申し出ての円満退職という形になった。さらに不眠症にも悩まされていたと言う。
引退後は、スポーツビジネスの知識を深めるため、2019年4月からスポーツインターネットメディア「スポーツブル」を運営する株式会社運動通信社に入社。高校野球や大学野球、学生スポーツを担当する
2020年にはサッカー選手・本田圭佑との協業による音声サービス「NowVoice」の立ち上げに携わり、運営責任者を務めた。
2021年編成部部長に就任
。
2021年に株式会社運動通信社を退職後、会社を設立し、取締役副社長に就任。同年、株式会社講談社に出向し、新規事業部「クリエイターズラボ」の立ち上げメンバーとしても活動。さらに全国の大学野球リーグ戦の配信をスポーツナビ株式会社と共同で開始した。
2023年には野球事業のさらなる拡大を目指し、株式会社ひとを設立し代表取締役に就任。現在はスポーツに関わる事業を展開し、大学野球の配信や学生生活の支援を中心に活動している。また、2022年5月にYouTubeチャンネルを開設し、野球ルールの解説やスポーツに関する情報発信を行っている。
審判員としての豊富な経験と知識を活かし、野球文化の発展やスポーツ教育の充実に寄与する活動を続けている。

## 判定に関連するエピソード
- 一軍試合3戦目となる2010年8月15日の阪神タイガース対東京ヤクルトスワローズ第17回戦（京セラドーム大阪）の2回裏、阪神・金本知憲が放った打球はドーム天井の「スーパーリング」に当たり、フェアグラウンドに落下した。一塁塁審を務めた坂井はこれを「ファウル」と判定したが、京セラドームでのグラウンドルールでは「インプレー」とされていた。審判団が協議した結果ジャッジどおり「ファウル」としたが、このジャッジに対し日本プロ野球機構の加藤良三コミッショナーは翌16日、坂井に「厳重戒告」と「当該試合出場手当（24,000円）の50％減額」を課した。またこの試合の他の審判員（嶋田哲也、谷博、友寄正人）については「グラウンドルールの確認を怠った」として注意処分とした。さらに監督責任を問われる形で井野修審判部長、前川芳男審判部特命顧問も注意処分を受ける異例の事態となった。なお、金本はその打席で本塁打を放っている。

- 2018年6月22日、オリックス・バファローズ対福岡ソフトバンクホークス（ほっともっと神戸）の10回表、福岡ソフトバンクホークスの中村晃がライトポール際へ大飛球を放った。当日、一塁塁審を務めていた坂井はこの打球に対し「ファウル」と判定。 しかし、工藤公康監督のリクエスト要求を受けて行ったリプレー検証の結果、「ホームラン」へと覆った。 この判定にオリックスの福良淳一監督は試合後、ユニフォーム姿のまま審判控室に乗り込み映像を確認する騒ぎとなった。これに伴い、責任審判の佐々木昌信は「試合後、映像を再確認したところ、ファウルでした」と誤審であることを認め、「ファウルの事実はNPBにも報告しました。球団にもNPBにもミスジャッジだという事実は伝えました。あとはNPBの判断」と報道陣へ対応を行った。[4]　翌日、仲野和男パ・リーグ統括と友寄正人審判長が福良監督、湊球団社長、長村球団本部長らに“リプレー誤審”の事情説明や謝罪を行った。[5]　これに対してオリックス側は試合中に行ったリプレー検証でコマ送りの仕方や映像の止め方を間違えていたことを理由として10回2死1塁の時点からのやり直しを要望を行ったが認められず、7月6日には続行試合を求める記者会見を開き、NPB史上3例目となる野球協約第20章の第188条に基づく提訴を行うなど大騒動へと発展した。[6]

## その他エピソード
アメリカの審判学校へ赴く際、ヒッチハイクで目的地まで行った逸話がある。帰国後、映画『舞妓Haaaan!!!』に審判役として出演した。

## 審判出場記録
- 初出場：2010年8月13日、阪神対ヤクルト15回戦（京セラドーム大阪）、二塁塁審。
- 出場試合数：350試合（パ・リーグ165、セ・リーグ133、交流戦50、オールスター2）
- オールスター出場：1回（2017年）
- 日本シリーズ出場：なし

（記録は2018年シーズン終了時）

## 表彰
- ウエスタン・リーグ優秀審判員：2回 (2009年、2012年)

(記録は2018年シーズン終了時)